# Хедвига Мария фон Саксония-Лауенбург
Хедвига Мария фон Саксония-Лауенбург (на немски: Hedwig Marie von Sachsen-Lauenburg; * 7 август 1597; † 29 август 1644) от род Аскани, е принцеса от Херцогство Саксония-Лауенбург и чрез женитба княгиня на Бозоло.

## Произход
Тя е дъщеря на херцог Франц II фон Саксония-Лауенбург (1547 – 1619) и втората му съпруга принцеса Мария фон Брауншвайг-Волфенбютел (1566 – 1626), дъщеря на херцог Юлий фон Брауншвайг-Волфенбютел.

## Фамилия
През 1636 г. Хедвиг Мария се омъжва за княз Анибале Гонзага ди Боцоло (1602 – 1668), син на Ферранте Гонзага ди Гацуоло и Изабела Гонзага ди Новелара. От 1640 г. той е комендант на град Виена. Те имат деца:
- Карло Фердинандо Гонзага ди Боцоло (1637 – 1652)
- Мария Изабела Гонзага ди Боцоло (1638 – 26 април 1702), ∞ 1. 1656 за граф Клаудио III ди Колалто; ∞ 2. 8 март 1666 за граф Зигмунд фон Дитрихщайн (1635 – 2 април 1690).